# Kinas demografi
Kinas demografi handlar om Kinas befolkning. Kinas befolkning var 1 412 360 000 år 2021, vilket gör landet till det mest folkrika i världen före Indien. Den summerade fruktsamheten var 1,3 barn per kvinna år 2020, vilket är långt under ersättningsnivån på 2,1 barn per kvinna.
Den kinesiska befolkningen började minska 2022 efter flera årtionden av befolkningsökning. Minskningen förklaras till största del av minskat barnafödande. Enligt vissa prognoser väntas befolkningen halveras på 45 år. Från år 2020 till 2021 minskade antalet födslar från 12 till 10,62 miljoner, jämfört med 2012 är minskningen än mer drastisk — från 19,7 till 10,6 miljoner födslar. Enligt vissa prognosmakare tros Kina år 2021 ha uppnått sin största folkmängd, för att inom kort minska.

## Historik

### Ettbarnspolitik
Regeringen började ettbarnspolitiken år 1979 för att hindra ökningen av folkmängden. År 2009 kom första signalerna om den nya lösare politiken: ämbetsmän i Shanghai rekommenderade att skaffa ett andra barn, eftersom befolkningen börjar bli äldre. 2015 bestämde kommunistiska partiet att upphöra med ettbarnspolitiken.

## Geografi

### Städer
57,9 procent av befolkningen bor i städer (2017). Det finns över 160 städer med över en miljon invånare och fem städer med över tio miljoner invånare. De största städer är Shanghai med 23,7 miljoner invånare, huvudstaden Peking 20,4 miljoner invånare, Chongqing 13,3 miljoner invånare, Guangdong 12,5 miljoner invånare, Tianjin 11,2 miljoner invånare och Shenzhen 10,7 miljoner invånare (2015).

## Etniska grupper
Den dominerande etniska gruppen i Kina är hankineser, som utgör cirka 92 procent av befolkningen. Vidare är den näst största gruppen zhuang, som utgör 1,3 % av befolkningen. Kinas regering erkänner officiellt 56 olika etniska grupper.

## Religion

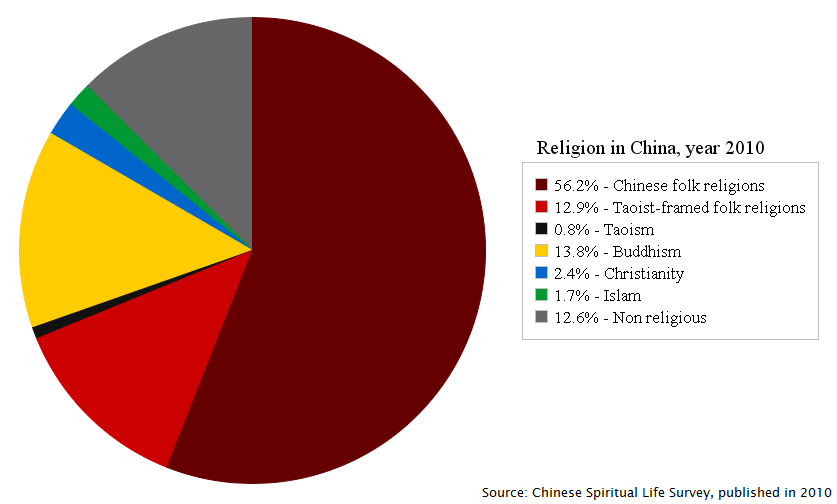
Andel av olika religioner i Kina år 2010.

Landet är officiellt ateistiskt och 52,2 procent av befolkningen utövar ingen religion. 18,2% av befolkningen är buddhister, 5,1% kristna, 1,8% muslimer och 21,9% tror på olika folkreligion, men det finns även hinduer, judar och daoister. I Kina ser man konfucianism som filosofi och inte som religion, så det finns inte på listan. 

## Språk

Olika former av talad kinesiskan.

Hankineser talar olika dialekter av kinesiska. Mandarin (standardkinesiska) är det officiella språket och det baserar sig i Beijings dialekt. Dialekter av kinesiska som talas i Kina är kantonesiska (yue), wu (shanghainesiska), Min Bei, min (hokkien-taiwanesiska), xiang, gan och hakka. De andra officiella språk i Kina är zhuang i Guangxi, yue i Guangdong, mongoliska i Inre Mongoliet, uiguriska och kirgiziska i Xinjiang samt tibetanska i Tibet.